# Francisco César
Francisco Miguel Vital Gomes do Vale César (Lisboa, 11 de novembro de 1978) é um economista e político português. 
É dirigente do Partido Socialista e Deputado eleito pelo círculo eleitoral dos Açores à Assembleia da República.

## Educação
Deu os primeiros passos educacionais na EB1 / JI de Matriz (Anexas, Arquinha, Ponta Delgada), seguindo a sua formação na Escola Preparatória Roberto Ivens (Ponta Delgada), na Escola Secundária das Laranjeiras (Ponta Delgada), na Escola Secundária Domingos Rebelo (Ponta Delgada) e no Colégio Moderno (Lisboa).
É licenciado em Economia pelo ISEG e detentor do Curso Intensivo de Defesa Nacional do Instituto de Defesa Nacional. Concluiu, em 2021, o curso MBA Essencials da London School of Economics e Political Science (LSE) e o programa para executivos da Universidade de Yale of Management (SOM) - Corporate Sustainability Management: Risk, Profit and Purpose.

## Associativismo Estudantil
Foi presidente da RGA do Instituto Superior de Economia e Gestão - Universidade Técnica de Lisboa, membro do Senado da Universidade Técnica de Lisboa, membro da Direção da Associação de Estudantes do ISEG - Universidade Técnica de Lisboa, Vice-presidente da Associação de Estudantes do Instituto Superior de Economia e Gestão - Universidade de Lisboa e Membro da Assembleia de Representantes do ISEG.

## Vida Política

### Cargos que exerce
- Deputado na Assembleia da República e vice-presidente do Grupo Parlamentar do Partido Socialista (desde 2022);
- Membro eleito da Assembleia Municipal de Ponta Delgada;
- Membro eleito do Secretariado Nacional do PS;
- Presidente do PS/Açores.

### Cargos Exercidos
- Membro do Conselho Superior de Defesa Nacional (2022-…);
- Deputado eleito à Assembleia Legislativa da Região Autónoma dos Açores (2020 - 2022);

- Membro da Comissão Parlamentar Permanente de Economia;
- Membro da Comissão Permanente da ALRAA;
- Presidente do Grupo Parlamentar do Partidos Socialista/Açores (2019-2020);
- Vice-Presidente do Grupo Parlamentar do PS/Açores (2010 – 2019);
- Secretário Coordenador de Ilha do PS/São Miguel (2014-2021);
- Relator da Comissão Parlamentar Permanente de Economia (2008 – 2012);
- Presidente da Comissão Parlamentar Permanente de Economia ( 2012 - 2016);
- Presidente da Comissão Permanente de Assuntos Parlamentares Ambiente e Trabalho (2019-2019);
- Membro da Comissão Parlamentar Eventual de Inquérito ao Setor Público Empresarial Regional e Associações sem Fins Lucrativos Públicas (Coordenados do PS) (2016-2020);
- Membro da Comissão Parlamentar Eventual para a Reforma da Autonomia (2016-2020);
- Membro da Comissão Parlamentar Eventual de Inquérito ao Processo de Construção dos Navios Atlântida e Anticiclone (Coordenador do PS) (2008-2012);
- Membro da Comissão Parlamentar Eventual para o Estudo e Elaboração das Propostas Legislativas Necessárias ao Desenvolvimento e Operacionalização da Terceira Revisão do Estatuto Político-Administrativo da RAA (2008-2012);
- Deputado eleito à Assembleia Legislativa da Região Autónoma dos Açores (2008 - 2012), (2012 - 2016) (2016-2020);
- Membro eleito do Secretariado do Núcleo concelhio de Ponta Delgada da JS;
- Membro eleito do Secretariado Regional da JS;
- Vice-Presidente da JS/Açores;
- Presidente da Comissão Regional da JS;
- Presidente interino da JS/Açores;
- Representante da JS na Comissão Regional do PS/Açores;
- Membro eleito da Comissão Regional do PS;
- Membro eleito da Comissão Nacional da JS;
- Secretário Nacional para a Organização da JS;
- Presidente da Comissão Nacional da JS;
- Presidente do Congresso Nacional da JS;
- Representante da JS na Comissão Nacional do PS;
- Representante da JS na Comissão política Nacional do PS;
- Membro eleito da Comissão Nacional do PS;
- Membro eleito do Secretariado Nacional do PS;
- Presidente da Comissão Organizadora do XXI Congresso Nacional do PS.

## Colaboração com os media
Colaborou com diversos meios de comunicação social dos Açores, destacando-se as suas crónicas nos jornais Açoriano Oriental e Diário dos Açores, e os seus comentários na Rádio Atlântida, Antena 1/Açores e RTP/Açores.

## Maçonaria
É membro da Grande Loja Legal de Portugal.

## Vida familiar
Filho de Carlos Manuel Martins do Vale César, Presidente do Governo Regional dos Açores entre 1996 e 2012, e de Luísa Maria Assis Vital Gomes do Vale César, vive em união de facto com Rafaela Teixeira e tem um filho.
É sobrinho-bisneto de Manuel Augusto César, jornalista da Primeira República Portuguesa, que foi diretor dos jornais O Proletário, o Protesto e o Protesto do Povo, todos publicados em Ponta Delgada.